# Estoniakatastrofen
Estoniakatastrofen var en stor sjöolycka i Östersjön den 28 september 1994, då den estniska bil- och passagerarfärjan M/S Estonia förliste på öppet hav under färd från Tallinn till Stockholm. Enligt officiella rapporten fanns 989 personer ombord, varav 852 förolyckades. Av den största nationalitetsgruppen, svenskar, omkom 501 av 552 ombord. Olyckan är den största fredstida fartygskatastrofen i nordiska farvatten och en av de dödligaste under 1900-talet.

## Fartyget
Estonia, ursprungligen Viking Sally, var en kombinerad bil- och passagerarfärja som  byggdes 1980 på Meyer-Werft i Papenburg i Tyskland för Rederi Ab Sally, Mariehamn (Viking Line) för linjen Stockholm-Mariehamn-Åbo, som bortsett från Ålands hav huvudsakligen går genom skärgård. Hon var på 15 598 bruttoregisterton, hade 9 däck och var byggd för 2000 passagerare. Hon var 155,4 meter lång och 24,2 meter bred. Hennes huvudmaskineri bestod av 4 st MAN 8L 40/45 dieslar på 17652 kW (24000 hk) och hon hade kapacitet för 460 personbilar på bildäck.
Estonias kontraktsfart var 21 knop, men under de senare åren ansågs fartygets maximala marschfart vara 19 knop. För att hålla tidtabellen i västlig riktning behövdes en medelfart i öppet vatten på cirka 16,5 knop. Vid olyckstillfället hade Estonia enligt besättningslistan en egentlig besättning på 149 personer och därtill 37 övriga, såsom artister och praktikanter.

## Händelseförloppet

### Förlisningen
Katastrofen inträffade på öppet hav mellan finska Utö och estniska Dagö. Vattentemperaturen var 10–11 °C, det blåste kuling (storm senare på natten) och sjön gick hög.
Vädret under olycksnatten var hårt, med en medelvind på 12–20 m/s (6–8 Bf, frisk till hård kuling) och en högsta medelvind under tio minuter på 15–21 m/s (7–9 Bf, styv kuling till halv storm) på omgivande kuststationer före och under olyckan och upp till 25 m/s (10 Bf, storm) senare under natten. Vinden vid olycksplatsen klockan ett uppskattas till 18–20 m/s (8 Bf, hård kuling), vinden i byarna kraftigare. Den signifikanta våghöjden på olycksplatsen har utgående från uppskattade vindar uppskattats till 4,0–5,4 m av olika meteorologiska institut. Förhållandena uppfattades inte som exceptionella på passagerarfärjorna mellan Finland och Sverige.
Enligt den för Estland, Finland och Sverige gemensamma haverikommissionens (JAIC) slutrapport berodde katastrofen på att bogvisirets gångjärn och låsanordningar var för svaga för att klara av kraften av vågorna på öppet hav, varpå vågslagens kraft fick visiret att till slut ramla av. Det första tecknet på att något var i olag skedde strax före kl. 01:00 EET, då vakthavande matrosen Silver Linde på rutinrond rapporterade en hård metallisk smäll från bogområdet. Matrosen stannade kvar ett tag men märkte inget speciellt. Han skickades senare efter båtsman för att kontrollera situationen men hann inte tillbaka till bildäck. Vakthavande befäl på bryggan märkte sannolikt inte att bogvisiret skadats eftersom det inte fanns några instrument som visade att bogvisiret hade lossnat och fartygets konstruktion var sådan att man inte såg förskeppet från bryggan.
Enligt haverikommissionen brast bogvisirets låsanordningar och gångjärn strax efter klockan 01.00. När visiret lossnade lade sig först visiret på den del av bogrampen som stack upp i ett hus i visirets övre del. Bogrampens skalkningar (låsningar) var inte dimensionerade för att klara av tyngden från den 54 ton tunga visiret, varpå skalkningarna gav efter och visirets tyngd började sakta öppna rampen och när rampens hydraulcylindrar som manövrerade rampen till slut lossnade från infästningarna öppnades rampen helt, varpå visiret föll av och försvann i djupet. Därmed lämnades bildäcket helt öppen för sjöarna och stora mängder vatten kunde strömma in på bildäck. Vatten på bildäck observerades på en monitor 01.10–01.15. Vid samma tid flydde en del passagerare från sina hytter, framförallt de som befann sig nere på däck 2, då de hört oljud men också sett vatten, som sannolikt sipprat in från bildäck. Vattnet fick fartyget att kränga och utveckla cirka 15° slagsida inom några minuter. Fartyget styrdes upp i vind och förbi vindögat, uppenbarligen för att minska slagsidan, medan farten minskades, men samtidigt kunde vattnet lättare slå in genom öppningen på bildäck. Slagsidan stabiliserades tillfälligt vid 20–30°.
Nödanropet Mayday sändes 01.22. Jourhavande Ilkka Kärppälä vid Sjöräddningscentralen i Åbo registrerade anropet 01.24. Drygt sju minuter efter det första nödanropet försvann all radiotrafik med Estonia.
Kring kl. 01.20 hade alla huvudmaskiner stannat och fem minuter senare också hjälpmaskinerna som stod för strömförsörjningen varpå nödgeneratorn startade automatiskt. Fartyget drev med 40° rätt stabil slagsida med styrbords sida mot vinden. Vågorna slog mot fönstren på däck 4, och efter att vatten trängt in genom fönstren förvärrades slagsidan ytterligare. Vattnet antas ha nått bryggan vid 80° slagsida klockan 01.30. Nödgeneratorn upphörde att fungera, men nödbatterierna gav ännu begränsat ljus. Fartyget antas ha sjunkit helt klockan 01.48. Ingen organiserad utrymning förekom. De som hann lämna fartyget tvingades försöka simma till någon av livflottarna eller de fartyg som närmade sig (det första kl. 02.12). Fartygen saknade dock effektiva metoder för att få upp folk ur vattnet. Den första helikoptern anlände kl. 03:05, en knapp timme efter det första fartyget.

### Räddningsaktionen

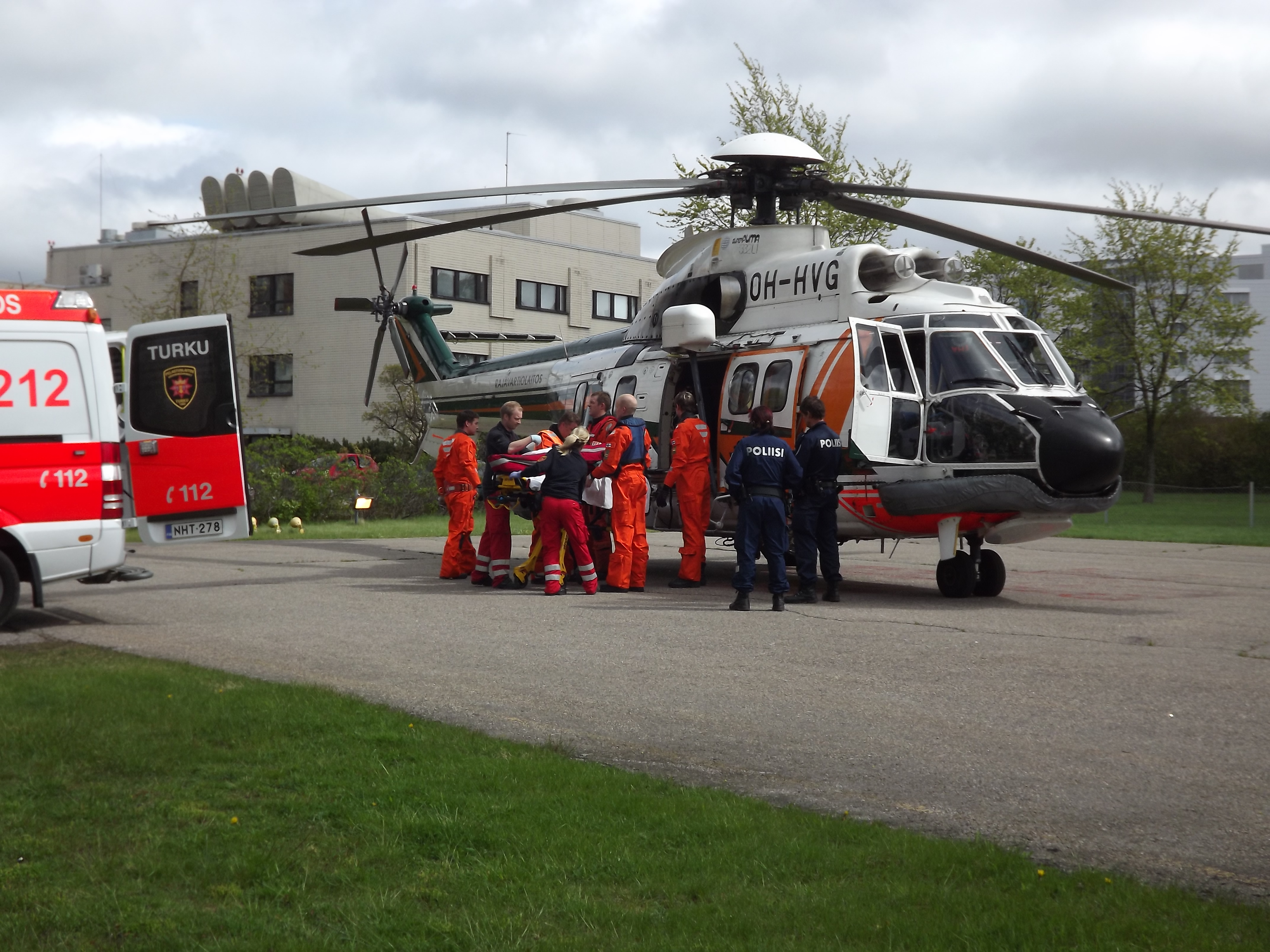
OH-HVG, den första helikoptern på plats, här på en övning vid Åbo universitetscentralsjukhus, dit många fördes för vård.

Det fartyg som besvarade Estonias nödanrop var Silja Lines bil- och passagerarfärja M/S Silja Europa på rutten Stockholm-Helsingfors. Hon var på väg mot Stockholm och under befäl av kapten Esa Mäkelä som även utsågs till räddningsledare på plats ("On-Scene Coordinator", OSC). Även Viking Lines bil- och passagerarfärja M/S Mariella på samma rutt och med samma destination som Silja Europa och under befäl av kapten Jan-Thore Thörnroos försökte få kontakt med Estonia, dock utan att lyckas. Mariella, som låg något akter om Silja Europa, girade mot Estonia 10 minuter efter det första mayday-anropet och 3 minuter efter att man fått positionen bekräftad. Mariella anlände kl 02.12 som första fartyg på haveriplatsen. Utöver dessa två deltog även bilfärjorna M/S Silja Symphony‚ GTS Finnjet och M/S Isabella samt lastfartygen Finnmerchant, Mini Star, Finnhansa och Mastera samt gränsbevakningsfartyget Tursas i räddningsaktionen. Många andra fartyg deltog i sökoperationen under dagen. Tallinks bilfärja Balanga Queen befann sig också i närheten av Estonia vid förlisningen, men fick order att gå direkt till Tallinn. Hon anlände till olycksplatsen senare på dagen. Flera av fartygen hade problem i sjögången och måste begränsa sina insatser av hänsyn till sin egen säkerhet: man vågade inte riskera egen besättning genom att sjösätta räddningsbåtar, Finnjet var tvungen att hålla 5–7 knops fart och anpassa sin kurs då bilar på bildäck flyttade på sig, Mini Star rullade upp till 45° då personer från en flotte skulle bärgas, Mariella kunde senare på natten inte längre ligga med sidan mot vinden. Vid ett tillfälle krängde hon 22 grader, vilket är nära hennes kritiska gräns.
Det hårda vädret gjorde det omöjligt eller otillrådligt att sjösätta livbåtar eller räddningsbåtar. 34 personer räddades direkt från fartygen, främst genom att Mariella och Isabella fångade in räddningsflottar och lät de nödställda klättra över till fartygens egna, som vinschades upp. Därtill rapporterade fartygen till räddningshelikoptrarna, som därmed kunde arbeta effektivare. De flesta räddade vinschades upp till helikoptrar med hjälp av ytbärgare. Två finska helikoptrar, OH-HVG (44 räddade) och OH-HVD (7 räddade), förde de räddade främst till passagerarfartygen medan övriga helikoptrar förde de räddade i land (till Utö, Nagu, Åbo och Hangö), då man bedömde landning på fartygen vara alltför farligt i den grova sjön. En ytbärgare måste dock av Y65 föras till Silja Europa hängande i vajern, då vinschen slutat fungera (flera vinschar krånglade under operationen). De sista överlevande påträffades vid niotiden på morgonen, då 104 nödställda räddats av helikoptrarna. Totalt deltog 26 helikoptrar från Finland, Sverige, Danmark och Estland i eftersökningarna, varav 4 anlände på natten och ytterligare 13 i gryningen eller under morgonen, medan överlevande ännu hittades.
Totalt räddades 138 personer, men en av de räddade avled senare på sjukhus. Av de överlevande var 111 män och endast 26 kvinnor. Det bärgades 95 döda kroppar. Bland de döda fanns sångaren och underhållaren Pierre Isacsson, den tidigare socialdemokratiske riksdagsledamoten Lennart Pettersson samt den estniske sångaren Urmas Alender. En överlevare, Kent Härstedt, blev efter händelsen riksdagsledamot för Socialdemokraterna.

## Passagerarlistor
I samband med att Estonia förliste den 28 september 1994 kunde det konstateras att tillförlitliga listor över ombordvarande saknades. Enligt Sjöfartsverkets konsekvensanalys om bärgning av Estonia från 12 december 1994 så var det omöjligt att med säkerhet ange hur många personer som fanns ombord när Estonia avgick Tallinns hamn sista gången. Enligt de senaste tillgängliga listorna, varav en från rederiet, varierade antalet mellan drygt 1 000 och 1 022 personer. I Finland fanns det en uppgift om cirka 1 070 ombordvarande. Det kunde heller inte uteslutas att det funnits personer ombord som inte hamnat på någon av de listorna som funnits. Detta tydde starkt på att de reglerna om registrering av ombordvarande på passagerarfartyg inte var tillräckliga och behövde ändras.
Efter Estoniakatastrofen ändrades bokningssystemet i allmänhet. Den nya lagen som trädde i kraft är att med "passageraruppgifter" vid bokning eller senast vid biljettköp ska enl Sjöfartsverket beslut sedan 1 november 1995 alla passagerares namn, ålder (år, månad, dag), kön och nationalitet registreras, vilket tidigare inte var fallet.
Kl 01:31 svensk tid den 28 september 1994 gick TT ut med att Estonia hade sjunkit. Vid denna tidpunkt fanns inga passagerarlistor tillgängliga. Kl 03:02 meddelar Tallinns sjöräddningscentral till Åbo sjöräddningscentral att det fanns 679 passagerare och 188 besättningsmedlemmar ombord på Estonia, sammanlagt 867. Det kom dock att snabbt ändras.
De tidiga preliminära siffrorna uppgav den finländske räddningsledaren Raimo Tiilikainen på en presskonferens i Åbo att 964 personer fanns ombord på Estonia, 126 hade räddats, 42 hade hittats döda och 796 saknades. I efterhand ändrades siffrorna.
Expressen lät i tidningen som kom ut tidigt på morgonen den 29 september publicera passfotografier på 35 saknade från rederiets passagerarlista. Publiceringen fick omfattande kritik och fälldes av Pressens opinionsnämnd då den bröt mot pressetiken.
Den sista listan som rederiet sammanställde den 13 oktober 1994 Kl 10:45 redovisade 1002 personer. Enligt passagerarlistan var 538 svenskar, 355 ester, 29 letter, 14 finländare, 12 ryssar, 9 norrmän, 9 tyskar, 4 danskar, 4 litauer, 2 britter, 2 holländare, 2 från Marocko, 1 från Nigeria, 1 från Kanada, 1 från Frankrike och 1 från Vitryssland plus 18 med ouppklarad nationalitet. 984 personer av 1002 har en angiven nationalitet. De 1002 personerna var fördelade på 188 besättningsmedlemmar och 814  passagerare. Efter att rederiet sammanställde den listan så avslutade de sitt jobb helt och sedan gick initiativet över till svenska Rikskriminalpolisen.
Hos Rikskriminalpolisen finns en avdelning som kallas ID-kommissionen, som arbetar med att "identifiera" omkomna svenskar i katastrofer. Rikskriminalpolisens ID-kommission kom även att utföra arbete med de omkomna svenskar under tsunamikatastrofen, (Jordbävningen i Indiska oceanen 2004). Det var ändå nödvändigt att arbetet hamnade hos polisen, på grund av att det förekommit bedrägeriförsök. Bedragare försökte få försäkringspengar för personer som inte var med på färjan, vilket man hade fått med deras namn på listor.
Rikskriminalpolisen gjorde kopior på alla tillgängliga tidigare listor som gick att få tag på och kontrollerade personer på dem, särskilt personer som fanns på en lista men inte fanns på andra blev noga kontrollerade. Anhöriga som rapporterat en ombordvarande blev oftast tvungna att lämna uppgifter om sig själva och de blev kontaktade. Rikskriminalpolisen kontaktade de anhöriga. Rikskriminalpolisen kontrollerade också personer som blivit anmälda som försvunna tiden för då Estonia sjönk, exempelvis personer som inte dykt upp på sin arbetsplats. Rikskriminalpolisen identifierade flera svenskar som inte funnits med på någon tidigare framkommen lista, men som efter en utredning förmodats ha befunnit sig ombord under katastrofnatten. Med dessa personer kollade polisen en längre tid ifall deras bankkort senare blivit använda, för då kunde de bli uteslutna. 
Enligt den kompletta passagerarlista som svenska Rikskriminalpolisen sammanställde den 28 februari 1995 (vilket var grundutredning som ändå krävde efterforskningar) så uppgick det totala antalet resenärer till 989. Enligt passagerarlistan var 550 svenskar, 344 ester, 28 letter, 16 finländare, 14 ryssar, 9 norrmän, 8 tyskar, 6 danskar, 4 litauer, 2 britter, 2 holländare, 2 från Marocko, 1 från Nigeria, 1 från Kanada, 1 från Frankrike och 1 från Vitryssland. Av de 989 personerna tillhörde 796 passagerarna och 193 besättningen. Dessutom var det 61 fordon på listan. Enligt passagerarlistan omkom 852 människor.[källa behövs]  Denna lista fick utgöra grunden för de namn som blev inhuggna i minnesmonumentet på Djurgården i Stockholm.
Några andra som hade passagerarlistor var försäkringsbolaget SKULD, eftersom de hade till uppgift angående försäkringspengarna till anhöriga och överlevande.
Haverikommissionen utgår från "de senaste passagerar- och besättningslistorna, daterade den 4 januari 1996": 989 personer från 17 länder antas ha funnits ombord, varav 186 klassificerades som besättning och 803 som passagerare. Av dessa överlevde 137 (ytterligare en räddades, men avled av sina skador). 149 utgjorde egentlig besättning, därtill fanns 6 praktikanter, 18 underhållningsartister, 9 rådgivare och 4 medlemmar av den alternerande besättningen.
Vid en jämförelse med en passagerarlista som rikskriminalpolisens ID-kommission hade gjort den 19 april 1995 och de namn som är inhuggna i monumentet vid Nordiska museet på Djurgården i Stockholm säger dock att det kan ha varit 69 personer till som befann sig ombord när Estonia förliste. Merparten av dessa ytterligare 69 namn som finns på den passagerarlistan åtföljs av sitt födelseår. Därmed kan det varit 1058 personer som var ombord på Estonia och 921 personer som omkom i katastrofen.

## Utredning och debatt

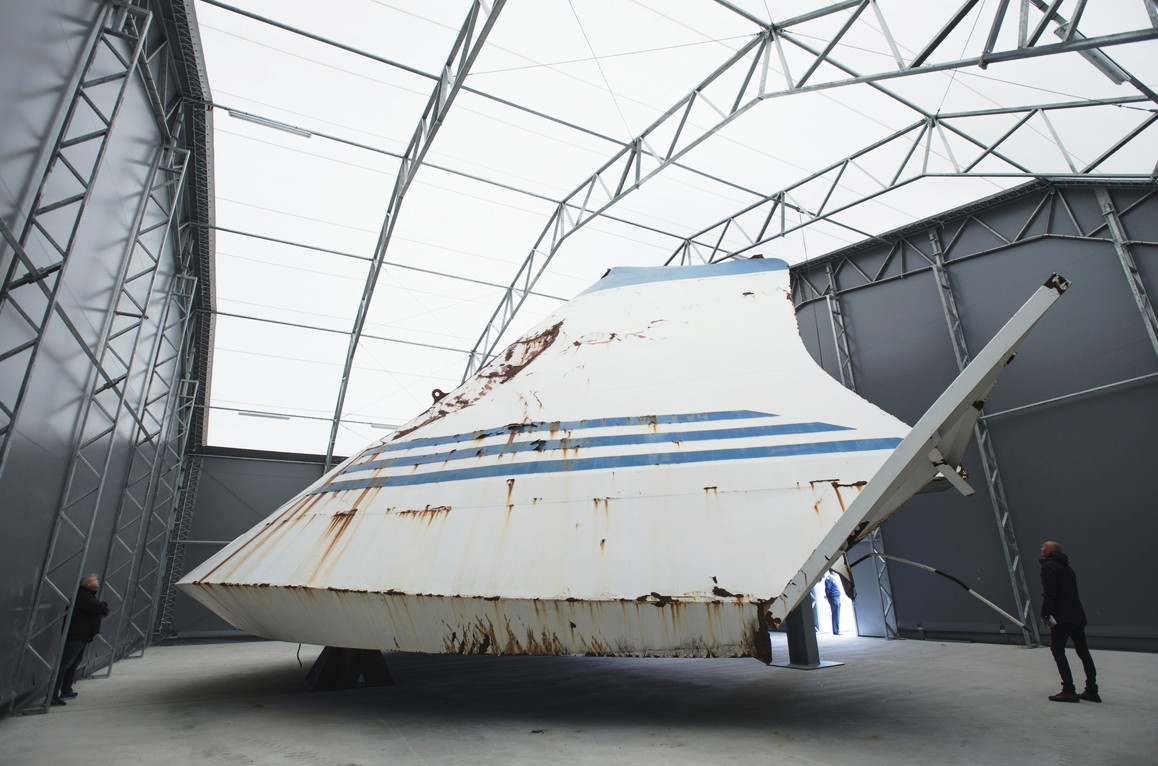
M/S Estonias bogvisir, som Sjöhistoriska museet fick i gåva 1999, är sedan 2005 placerat i en klimatkontrollerad byggnad på Muskö örlogsbas.

### Gravfrid
Det av Sveriges regering särskilt tillsatta Etiska rådet rekommenderade att förlisningsplatsen skulle ses som en gravplats och riksdagen beslöt då att täcka över fartyget med betong. Arbetet avbröts dock efter hårt motstånd från både överlevande och offrens anhöriga. Socialdemokraten Kent Härstedt, som själv var på fartyget när det förliste, vädjade i en debattartikel våren 1996 till regeringen att stoppa övertäckningen. Även de anhöriga, som tidigare hade delats i frågan om huruvida de döda skulle bärgas eller inte, bildade nu gemensamt motstånd mot regeringens planer. Sommaren 1996 bestämde regeringen att stoppa övertäckningen av Estonia.
Genom lagstiftning i de enskilda länderna stiftades om gravfrid vid platsen för vraket. Dykningar i det skyddade området blev därmed förbjudna. Brott mot dykförbudet kan ge böter och fängelse upp till ett eller två år. Undantagna är verksamhet på myndighets begäran, för att täcka över fartyget eller om de utförs för att bekämpa föroreningar eller skyddande av den marina miljön. Estonia är (2019) det enda sjunkna fartyg som ålagts gravfrid från Sverige. Estonia ligger på havsbotten med den grundaste punkten på 54 meter under havsytan, och midskepps ca 60 m, den djupaste punkten vid vrakets botten är på ca 80 m.

### Bärgning
Ända sedan olycksnatten framförs återkommande krav på att Estonia ska bärgas. Inte minst avgående statsminister Carl Bildt och tillträdande statsminister Ingvar Carlsson deklarerade direkt att fartyget skulle bärgas. Enligt Estlands inrikesminister Mart Helme kostar en bärgning av Estonia över 1 miljard kronor.
Också krav på bärgning av de döda finns. Företaget Rockwater fick i december 1994 uppdraget av Sverige att genomföra dykningar vid Estonia för att undersöka förutsättningarna för bärgning. Dykaren Stewart Rumbles berättar att de blev chockade över beskedet att låta 125 kroppar, som utan problem hade kunnat bärgas, vara kvar. I oktober 2020 anser Estlands inrikesminister Mart Helme att de döda ombord på Estonia ska bärgas.

### Haverikommissionens utredning
Enligt haverikommissionen brast bogvisirets låsanordningar och gångjärn till följd av belastningarna av ett flertal mycket kraftiga vågslag mot visiret. Då Estonia tidigare haft mer skyddade rutter hade hon antagligen varit utsatt för våghöjd på fyra meter under mindre än 20 timmar under hela sin historia (sådana vågor är ovanliga på Ålands hav och i Kvarken), och förhållanden motsvarande dem vid olyckan vid endast ett eller två tillfällen på rutten Tallinn–Stockholm.
De skattade maximala våglasterna vid olyckstillfället, uttryckta som vertikala och längsgående krafter, var av samma storleksordning som de som varvet hade använt som konstruktionsbelastningar. Så som de var byggda kunde visirinfästningarna endast stå emot vågkrafter som låg något över de använda konstruktionsbelastningarna. Låsanordningarna skulle ha behövt vara flera gånger starkare för att det skulle ha funnits en rimlig säkerhetsmarginal för reguljär trafik mellan Tallinn och Stockholm. Kommissionen fann att ingen av parterna (varvet, klassningssällskapet, sjöfartsmyndigheterna) betraktat visirets fästen och lås som vitala för fartygets säkerhet. Rutinerna verkar dock ha varit liknande vid andra nybyggen i Östersjöområdet under tiden för bygget. Utvecklingen hade varit snabb och regelverk och rutiner släpade efter.
Flera bogvisirtillbud hade tidigare inträffat på fartyg som byggts för färjetrafiken mellan Sverige och Finland. Ett av dessa tillbud drabbade Estonias systerfartyg M/S Diana II 1993. Dessa tillbud hade dock inte lett till samlade åtgärder för att förstärka bogportarnas infästning på andra ropaxfärjor.
Under 2021 anklagades en av Haverikommissionens utredare för jäv av överlevande, då han arbetat på Sjöfartsverket.

### Vidare utredningar
År 2006 kritiserades haveriutredningen av en estnisk expertgrupp, som menade att de hårda stötar som hade iakttagits av personerna ombord inte hade utretts. Dessutom finns det vittnen som menar att bogvisiret inte lossnade från fartyget kl 00.15 på natten utan att bogvisiret vid 00.25 fortfarande ska ha varit på plats. Dessutom ska de svenska myndigheterna ha nekat expertgruppen att intervjua dykare som har undersökt Estonia.
I rapporten "The final reports of the research studies on the sinking sequence of MV Estonia" framtagen 2008 av svenska SSPA (tidigare Statens Skeppsprovningsanstalt) och Chalmers tekniska högskola med flera, rekommenderar forskarna att nya undersökningar av Estonia genomförs där man inspekterar samt dokumenterar hela skrovet, undersöker samt bärgar bogrampen och tar upp minst tre fönster inklusive fönsterramar till ytan för undersökning av brottstyrka. Detta för att bortom rimlig tvivel fastslå det i rapporten beskrivna scenariot för förlisningen, som i stora delar bekräftar den officiella beskrivningen av Estonias förlisning.
Enligt rapporten "Research Study on the Sinking Sequence and Evacuation of the MV Estonia" av HSVA (Hamburgische Schiffbau-Versuchsanstalt) från 2008 visar deras beräkningar att skeppet kunde sjunka även med stängda vattentäta dörrar på däcken under bildäck. Vidare skriver de att deras simuleringar visar att slagsidan på grund av vattnet på bildäck räckt för att få ventilationsöppningarna vid däck 4 under vatten och vatten därigenom kunnat komma in i flera sektioner under bildäck. De skriver att mindre mängder vatten som strömmat in genom trapphusen i centrala delen av bildäck kan förklara det vatten på däck 1 tidigt i sjunkförloppet som rapporterats av vittnen, även utan några skador på skrovet under bildäck. Rapporten utgår i sina simuleringar från att visiret föll av klockan 01.00, då flera vittnen hörde kraftiga slag från fören och hörde ett skrapande ljud. I simuleringarna var händelseutvecklingen under olycksnatten känslig för variationer i inledande hastighet. I en simulering som stämmer bra med samlade vittnesuppgifter och tappade föremål på havsbottnen är inledande hastighet satt till 15 knop, vilket resulterar i slagsida upp mot 90 grader efter cirka 30 minuter. Om hastigheten istället sätts till 16 knop i simuleringen kapsejsar fartyget direkt under giren efter cirka 7 minuter. Om hastigheten sätts till 14.5 knop klarar fartyget giren med så pass lite vatten på bildäck att vattnet därefter kan flöda ut från bildäck och fartyget uppnår stabilitet över tid.

### Hål upptäckta i skrovet 2019
I en dokumentärfilm som publicerades i september 2020, Estonia - fyndet som ändrar allt, berättas om ett 4 meter högt och 1,2 meter brett hål på styrbords sida i Estonias skrov upptäckt vid dykningar september 2019. I dokumentären omtalades endast ett upptäckt hål. I oktober 2020 framkom att även ett andra hål upptäckts vid dykningarna. Detta andra hål är flera decimeter högt och ett antal meter långt. Det andra hålet misstänks av marinexperten Tauri Roosipuu ha utelämnats ur dokumentären då det inte passade med teorin om en möjlig kollisionsskada. De nya upptäckterna ska gemensamt utvärderas av Estland, Finland och Sverige. Hålen upptäcktes i samband med att ett privat dykarteam med hjälp av en undervattensdrönare filmade Estonia för dokumentären. I juli 2021 genomförde svenska Statens Haverikommission tillsammans med estniska utredningsmyndigheten samt finska Olycksutredningscentralen undersökningar av vraket och dess omgivningar för att försöka avgöra hur hålen uppstått. Den 5 augusti 2022 dömdes dokumentärens två ledande journalister för brott mot lagen om skydd för gravfriden vid vraket efter passagerarfartyget Estonia.

### Ansvar och skadestånd
Inget straffrättsligt ansvar har utkrävts för katastrofen. Rederiet Estline betalade offrens anhöriga cirka 130 miljoner euro i skadestånd. I juli 2019 avvisade en fransk domstol en skadeståndsansökan mot tyska Meyer-Werft samt mot det franska certifieringsföretaget Bureau Veritas som godkände fartyget. Enligt domstolens bedömning gjordes inga allvarliga fel när fartyget tillverkades.

## Andra teorier om förlisningen

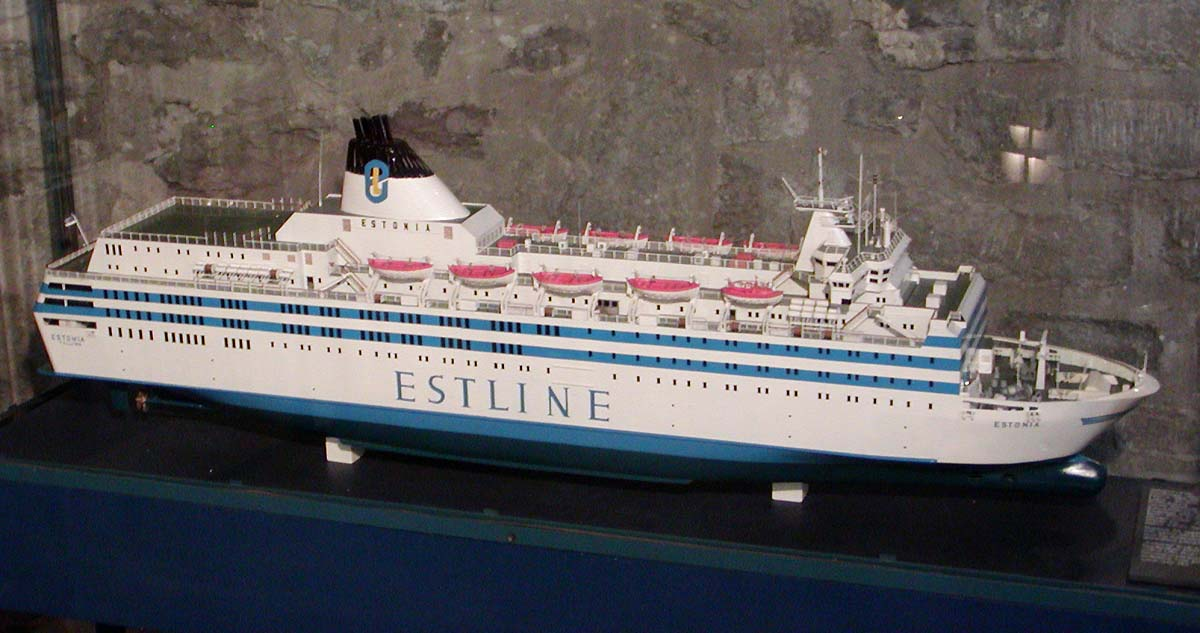
Modell av M/S Estonia i Tallinns marinmuseum.

Katastrofen har gett upphov till ett antal konspirationsteorier som har gemensamt att de hävdar att katastrofen inte var en olycka eller att myndigheterna undanhåller avgörande information. Några av teorierna är att fartyget sprängdes, att skeppet förde med sig hemligt krigsmateriel samt att Estonia kolliderade med en ubåt.

### Sprängningsteorin
Den tyska journalisten Jutta Rabe hävdar att en hemlig, troligen rysk organisation sänkte Estonia för att hindra hemlig last från att nå USA via Sverige och anser det bevisat att  Estonia hade utsatts för sprängning. Hon bygger sitt antagande på metallurgiska analyser gjorda på en bit från Estonia som hon deltog i att bärga. Mer omfattande analyser av samma material utförda av Bundesanstalt für Materialforschung und -prüfung (BAM) ledde dock 2001 till slutsatsen att materialet inte uppvisade några spår från en explosion.
Rabe gjorde vrakdykningar och spelade in en film. Vid undersökningen hade hon stöd av några av de anhöriga, som hade hopp om att de skulle få en bättre förklaring på olyckan än vad som gavs i haverirapporten. Rabe berördes inte av 1995 års överenskommelse om skyddet av Estonia eftersom denna bara undertecknats av Sverige, Finland, Estland, Lettland, Danmark, Ryssland och Storbritannien och alltså bara omfattar dessa länders medborgare.

### Bristande sjövärdighet
I en rapport av Den Oberoende Faktagruppen skrevs att protokollet från besiktningen av Estonia före den ödesdigra avgången den 27 september 1994 hade förfalskats. Enligt rapportskrivarna fanns flera allvarliga anmärkningar i protokollet och att dessa var i strid mot de vid tiden gällande internationella sjösäkerhetsreglerna samt att Estonia ej var sjövärdigt vid avgången och inte borde ha lämnat hamnen innan anmärkningarna åtgärdats.

### Stabilitet vid vatten på bildäck
År 1998 skrev Anders Björkman i rapporten "Lies and truths about the M/V Estonia accident" att Estonia inte kan ha sjunkit av vatten på bildäck, utan vid 34 graders slagsida istället hade slagit runt inom ett fåtal minuter och förblivit flytande upp och ner, samt att fartyget inte kunnat ligga stabilt med 90 graders slagsida orsakat av vatten på bildäck. Vidare skrivs att skeppet vid 1200 ton vatten på bildäck skulle ha 20 graders slagsida och kring 1 meters marginal i höjdled innan vatten skulle nå över de 20 cm höga trösklarna till trapphuset i centrumlinjen av skeppet, under antagande att allt vatten samlats mot styrbords skrovsida och inget på ovansidan av mittensektionen innehållande trapphusen. I rapporten skrivs att det därför behöver ha funnits en skada under vattenlinjen på skrovet för att förklara sjunkförloppet. I rapporten skrivs även [sid 16] att bogvisiret hittades i anslutning till det sjunkna fartyget, men att bogvisiret innan det bärgades flyttades för att stödja den officiella versionen av sjunkförloppet, så läsaren får ta ställning till i vilken utsträckning olika delar av rapporten är relevanta att ta i beaktande.

### Smuggling av hemlig militär utrustning
Under 2005 framkom uppgifter från Tullverket om svenska försvaret  använde  passagerarfartyget Estonia som transportmedel för hemlig militär utrustning. Estonia hade två gånger i september 1994, två respektive en vecka före förlisningen, haft transport av hemlig vapenutrustning.
I en dokumentär från 2020 säger två av de överlevande att de såg en militär transport köra ombord på Estonia kvällen före olyckan. Det har även framförts uppgifter om att fartyget användes för att transportera krigsmateriel från före detta Sovjetunionen i stor omfattning och spekulationer om att delar av en kärnreaktor skulle ha kunnat vara med på fartyget på olycksnatten, vilket skulle förklara varför regeringen inte ville bärga vraket eller fortsätta dykningarna.

## Populärkultur
Filmen Baltic Storm spekulerar i alternativa orsaker till olyckan. Filmen handlar om en ung journalist som undersöker olyckan, och inser att ryska attentatsmän ligger bakom dådet. Denne har nämligen fått reda på att regeringen döljer information om att färjorna används för hemliga transporter av högteknologiska komponenter från Ryssland som säljs till USA.[källa behövs]
Bengt Ohlsson skrev pjäsen Klassning om Estoniakatastrofen 1996.
Veckan när Estoniakatastrofen inträffade valde SVT att inte sända veckans avsnitt av den populära tv-såpan Rederiet. 

### Böcker och musik
- Estonia – berättelsen om en tragedi (1995)[76]
- M/S Estonia (1995)[77]
- Det som inte kunde ske (1995)[78]
- Mayday Mayday. Estonias undergång (1995)[79]
- Mr Skylight: oratorium (1995)[80]
- Därför överlevde jag Estoniakatastrofen (1996)[81]
- Katastrofkurs: Estonias väg mot undergång (1996)[82]
- Jaakko Mäntyjärvi: Canticum Calamitatis Maritimae (1997) för blandad kör
- "Estonia" – sång av rockbandet Marillion på albumet This Strange Engine. (1997) Warner/Chappell Music, Inc
- Jag ville överleva (1999)[83]
- M/S Estonia sänktes (1999) Henning Witte
- Tysta Leken (2001)[84]
- Protokollet – Därför kommer det att hända igen (2003) Mats Holm och Susanna Popova, Bonnier Fakta, ISBN 91-850 15-08-3
- Estonia sprängdes (2004)[85]
- Memoirs of a Business Spy (2006)[86][förtydliga]
- Människorna som berördes AV M/S Estonia. 20 år efter förlisningen (2015)[87]
- M/S Estonia. Svenska statens haveri (2016) Stefan Torssell [88]

### Filmer och dokumentärer
- Livlinan som brast (2002)
- Baltic Storm (2003)
- Estonia - 20 år senare (2014)
- De dagar som blommorna blommar (2018)
- Estonia - Fyndet som ändrar allt (2020) (dokumentär på Discovery som både har fått Stora Journalistpriset och utsetts till Årets förvillare[89])
- Estonia (2023)